# Stade Yves-du-Manoir
L'Stade Yves-du-Manoir és un estadi de rugbi a XV de l'avinguda Vannière ubicat al districte de rugbi a Montpeller. La seva capacitat és de 12.734 seients. El nom de l'estadi és un homenatge a Yves du Manoir, jugador del Racing Métro 92, va morir en accident aeri el 1928. També és el primer estadi construït per a la professionalització del rugbi en 1995.